# Richie Kamuca
Richard Kamuca fue un saxofonista de jazz, de origen amerindio, nacido en Filadelfia, Pensilvania, el 23 de julio de 1930, y fallecido en Los Ángeles, el 22 de julio de 1977.

## Historial
Estudió junto con Buddy DeFranco y Red Rodney, con los que tocó en la orquesta de la escuela. A los 16 años, trabajó con Clifford Brown y tocó con músicos como Philly Joe Jones, Ray Bryant o Red Garland. Fue suplente de Charlie Parker en un club de Filadelfia. En 1951 se incorpora a la big band de Stan Kenton y, en 1954, a la de Woody Herman, en la época de los four brothers. Junto con su compañero Bill Perkins, toca en el club Lighthouse, de Hermosa Beach. Instalado ya en California (1957), forma parte de los Lighthouse All Stars de Howard Rumsey y trabaja en la banda de Shorty Rogers. Con él, graba nada menos que 40 Lps en un solo año (1959).
Realiza giras por Europa, junto con Shelly Manne, y con Terry Gibbs. Vive algunos años en Nueva York, trabajando con Gerry Mulligan, Zoot Sims y Jimmy Rushing, y formando parte de la banda de varios shows televisivos. De regreso a Los Ángeles, en 1972, toca con diversas bandas y forma su propio grupo, junto a Blue Mitchell (1975). Fallecerá en 1977, la víspera de su cumpleaños, como consecuencia de un cáncer.

## Estilo
Aunque formado en la escuela bebop, y muy influenciado por Lester Young, Kamuca desarrollará un estilo típicamente west coast, con hábiles construcciones de frases, repletas de sensibilidad y lirismo, de bella simplicidad.